# Zwölfer (Allgäuer Alpen)
Der Zwölfer (auch Zwölferkopf) ist ein 2224 m ü. A. hoher Berggipfel in den Südöstlichen Walsertaler Bergen (Allgäuer Alpen). 

## Lage und Umgebung

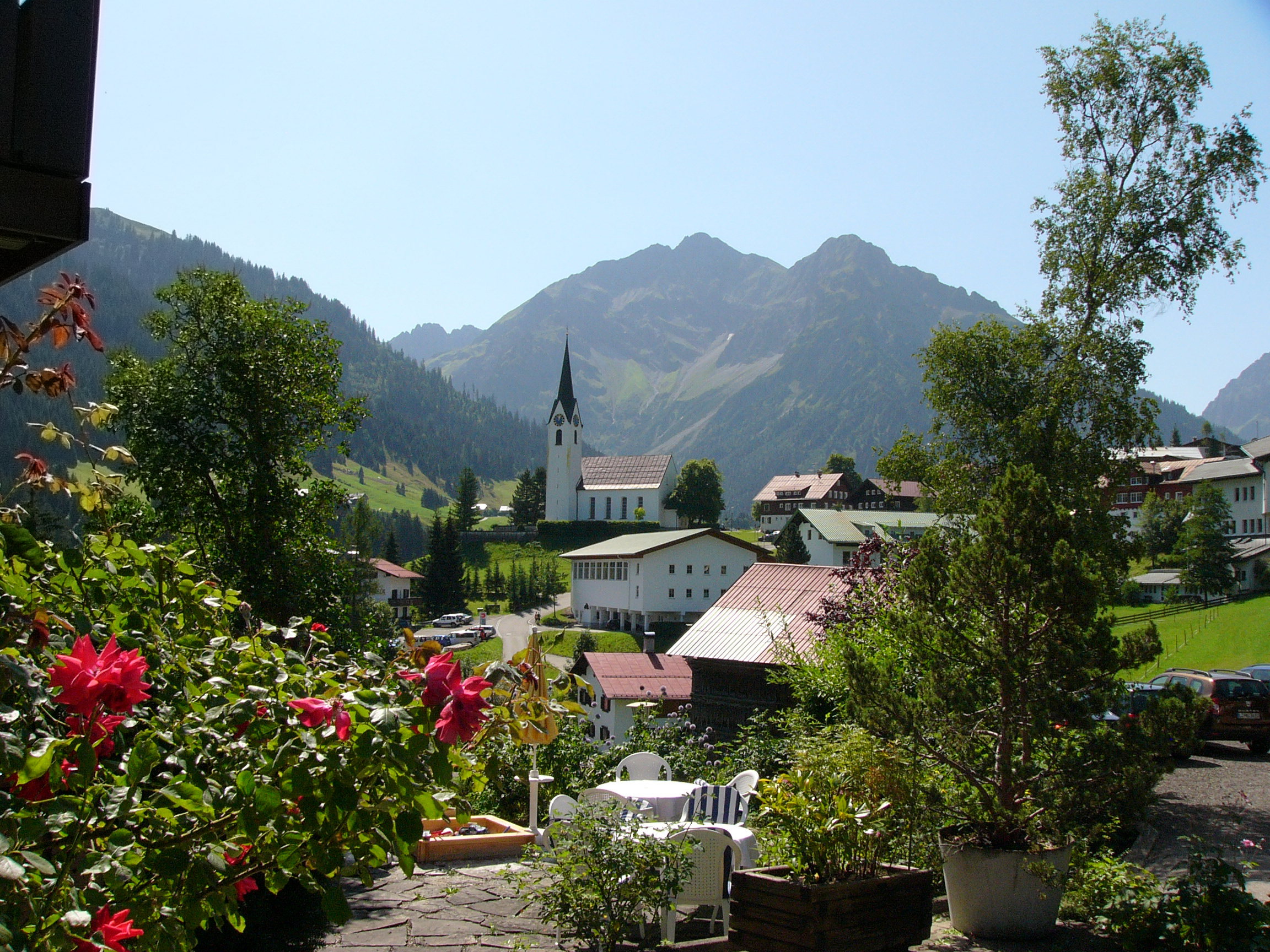
Elfer und Zwölfer, von Hirschegg

Er liegt westnordwestlich des Elferkopfes und ist mit diesem über einen Grat verbunden. Der Zwölferkopf ist der letzte Gipfel des Seitenkamms, der am Liechelkopf nach Nordwesten abzweigt und als bedeutendsten Gipfel den Elferkopf trägt.
Der Berg ist ein typischer Zwölfer-Berg als Zeitzeiger, einer von wenigen, die auch einen „Elfer“ dabeihaben:  Von Hirschegg im Kleinwalsertal aus gesehen, wo die beiden charakteristisch in Blick taleinwärts dominieren, steht um elf Uhr die Sonne über dem Gipfel des Elfers. Eine Stunde später dann über dem Zwölferkopf.

## Besteigung
Auf den Zwölferkopf führt kein markierter Weg. Er kann weglos vom Gemsteltal erreicht werden. Dieser Anstieg erfordert Trittsicherheit und Bergerfahrung. Meistens erfolgt die Besteigung des Zwölferkopfes im Zuge einer Besteigung des benachbarten, höheren Elferkopfes.